# Pierre Dudouyt
Pour les articles homonymes, voir Dudouyt.
Pierre Adolphe Dudouyt, né à Tourville-sur-Sienne le 24 octobre 1851 et mort à Coutances le 27 septembre 1936, est un médecin et homme politique français.

## Biographie
Pierre Dudouyt, fils d'agriculteurs, fait ses études secondaires au lycée Lebrun de Coutances puis sa médecine à Rennes et Paris. Il s'installe à Coutances où il devient médecin-chef des hôpitaux de Coutances, médecin-chef du lycée Lebrun et membre du Conseil d'hygiène.
Conseiller municipal de Coutances et conseiller d'arrondissement, il est élu en 1904 député (PRS) de la circonscription de Coutances et est réélu en 1906 (Union républicaine). Il est membre des commissions de la marine et de l'hygiène et de diverses commissions spéciales. Il multiplie les interventions, notamment contre la création d'un impôt sur le revenu et contre les politiques générales de Combes et de Clemenceau.
Il est battu aux élections législatives de 1910. Il est élu en 1920 sénateur de la Manche et réélu en 1924 et 1933 (Union républicaine). Il y développe une grande activité, spécialement sur les questions agricoles et maritimes, qui concernent particulièrement son département. 
Le 24 octobre 1933, il se trouve dans l’express Caen-Paris qui déraille sur le viaduc de Saint-Élier, près de Conches-en-Ouche.
Il décède en cours de mandat à Coutances, d'une longue maladie, à l'âge de 84 ans. Le président du Sénat, dans son éloge, dit de lui : « Ce n'est qu'avec appréhension qu'il se lança dans la vie politique. Son tempérament l'éloignait des luttes ardentes et des compétitions violentes. Il déclarait [quand il était député de Coutances] que le pays avait besoin plus que jamais de concorde et d'union ». La population de Coutances lui fait des obsèques grandioses le 2 octobre 1936, après l'office à la cathédrale, célébré par l'évêque de Coutances. Il repose au cimetière de la route de Lessay.

## Sources
- « Pierre Dudouyt », dans le Dictionnaire des parlementaires français (1889-1940), sous la direction de Jean Jolly, PUF, 1960 [détail de l’édition]